# Васютинці (зупинний пункт)
Васю́тинці — пасажирський залізничний зупинний пункт Жмеринської дирекції Південно-Західної залізниці на лінії дільниці Жмеринка — Гречани між зупинними пунктами Стодульці (4 км) та Гришки (3 км). Розташований в селі Васютинці Жмеринського району Вінницької області.

## Історія
Зупинний пункт відкритий у  1951 році.

## Пасажирське сполучення
На зупинному пункті зупиняються приміські поїзди сполученням Жмеринка — Гречани та регіональний поїзд Київ — Гречани.